# 金錫佑
金錫佑（：／ Kim Seok-Woo；1996年8月7日—），藝名路雲（： Ro Woon），韓國男歌手、演員，曾為男子團體SF9成員，隊內擔當中心、領唱，2023年9月18日退出團體後以演員身份活動。

## 經歷

### 出道前
身高189cm的金錫佑，2013年至2014年曾以練習生身份出演《清潭洞111》，2015年以FNC娛樂的新人出道訓練學院《Neoz School》第1期生亮相，之後出演FNC自製網路劇《Click Your Heart》，並且在FNC與Mnet共同合作的新人出道生存真人秀《D.O.B》以Dance Team獲勝，取得出道機會。

### 以SF9團員出道
2016年10月5日，啟用藝名路雲以SF9的中心、領唱成員正式出道。同年11月擔任On Style綜藝節目《Lipstick Prince》固定MC（主持人），2017年7月出演校園青春劇《學校2017》飾演姜賢日。

### 單人出演且人氣上升
2018年3月出演《叢林的法則—巴塔哥尼亞篇》；4月成為《相親茶坊》固定MC；5月於電視劇《想停止的瞬間：About Time》飾演女主角的弟弟崔偉鎮；7月以“竟敢在那兒瞪大眼睛？！貓頭鷹”的身份出演《神秘音樂秀：蒙面歌王》；10月於電視劇《狐狸新娘星》飾演停機坪運營組組員高恩燮；12月出演綜藝《週末使用說明書》。
2019年2月出演旅遊節目《戰鬥旅行—尼泊爾篇》；4月以特別MC的身份出演《歡樂在一起第四季》；10月於電視劇《偶然發現的一天》首次擔綱男主角，飾演沒有名字的13號高中生河路／一天，憑藉出色的演技獲得第32屆畫梅獎最佳新人以及2019 MBC演技大獎男子新人獎。
2021年1月出演電視劇《前輩，那支口紅不要塗》，飾演男主角蔡賢承；10月出演《戀慕》，飾演男主角鄭至韻；12月首次主持《KBS歌謠大祝祭》。

### 以演員身份專注於個人活動
2023年8月出演電視劇《戀愛不可抗力》，飾演男主角張信裕。同年9月18日，FNC娛樂宣布路雲退出所屬團體SF9，之後將以演員身份專注演藝事業；10月主演的電視劇《婚禮大捷》播出，飾演男主角沈炡㥥。

## 影視作品

### 劇集
僅列出路雲的個人參與作品，團體作品請參考SF9媒體作品列表條目。 
| 年份 | 播放平台 | 劇名                         | 角色           | 備註     |
| 2015 | Naver TV | 《Click Your Heart》         | 金路雲         | 主演     |
| 2017 | KBS 2TV  | 《學校2017》                 | 姜賢日         | 配角     |
| 2017 | tvN      | 《大家的戀愛》               | 路雲           | 客串EP8  |
| 2018 | tvN      | 《想停止的瞬間：About Time》 | 崔偉鎮         |          |
| 2018 | SBS      | 《狐狸新娘星》               | 高恩燮         |          |
| 2019 | MBC      | 《偶然發現的一天》           | 河路／一天     | 主演     |
| 2020 | MBC      | 《那個男人的記憶法》         | 朱呂珉         | 客串     |
| 2021 | JTBC     | 《前輩，那支口紅不要塗》     | 蔡賢承         | 主演     |
| 2021 | KBS 2TV  | 《戀慕》                     | 鄭至韻         | 主演     |
| 2022 | MBC      | 《還有明天》                 | 崔俊雄         | 主演     |
| 2023 | JTBC     | 《戀愛不可抗力》             | 張信裕／張武珍 | 主演     |
| 2023 | Netflix  | 《走進你的時間》             | 泰河           | 特別出演 |
| 2023 | KBS 2TV  | 《婚禮大捷》                 | 沈炡㥥         | 主演     |
| 2025 | SBS      | 《四季之春》                 | 陸雲           | 特別出演 |
| 2025 | TV朝鮮   | 《行騙天下KR》               |                | 特別出演 |
| 2025 | Disney+  | 《濁流之爭》                 | 張時律         | 主演     |

### 電影
| 年份 | 片名                 | 角色           | 備註       |
| 2020 | 《魔髮精靈唱遊世界》 | 小布（Branch） | 韓國版配音 |

### 個人參演音樂錄影帶
| 年份 | 歌手 | 歌曲名稱                            |
| 2019 | NC.A | 밤바람 Awesome Breeze（Drama ver.） |

## 綜藝節目
僅列出路雲的個人參與綜藝，團體綜藝請參考SF9媒體作品列表條目。 
| 日期                         | 電視台  | 節目名稱               | 備註                                                               |
| 2013年11月21日—2014年1月9日  | tvN     | 《清潭洞111》          | 與朱豪以練習生身份出演                                             |
| 2016年12月1日—2017年2月16日  | OnStyle | 《Lipstick Prince》    | 固定成員，與希澈（MC）、P.O、U-Kwon、徐恩光、道英、Shownu、Tony An |
| 2017年3月30日—2017年6月1日   | OnStyle | 《 Lipstick Prince 2》 | 固定成員，與希澈（MC）、P.O、徐恩光、Shownu、Tony An、Johnny、N    |
| 2018年4月1日—6月24日         | tvN     | 《相親茶坊》           | 固定MC，與劉寅娜、李笛、梁世炯                                     |
| 2022年10月13日—2022年12月8日 | tvN     | 《帶輪子的家4》        | 固定成員，與成東鎰、金希沅                                         |

## 提名與獲獎列表
| 年份 | 頒獎典禮                       | 獎項                      | 作品               | 結果 |
| 2019 | 第32屆画梅奖                   | 最佳新人                  | 《偶然發現的一天》 | 獲獎 |
| 2019 | 2019 MBC演技大獎               | 男子新人獎                | 《偶然發現的一天》 | 獲獎 |
| 2019 | 第18屆Korea First Brand Awards | Idol男演員獎              | 《偶然發現的一天》 | 獲獎 |
| 2021 | 2021 KBS演技大獎               | 男子新人獎                | 《戀慕》           | 獲獎 |
| 2021 | 2021 KBS演技大獎               | 男子人氣獎                | 《戀慕》           | 獲獎 |
| 2021 | 2021 KBS演技大獎               | 最佳CP獎（與朴恩斌）      | 《戀慕》           | 獲獎 |
| 2022 | 2022 MBC演技大獎               | 迷你劇部門 男子優秀演技獎 | 《還有明天》       | 提名 |
| 2023 | 2023 KBS演技大獎               | 男子最優秀演技獎          | 《婚禮大捷》       | 獲獎 |
| 2023 | 2023 KBS演技大獎               | 最佳情侶獎（與趙怡賢）    | 《婚禮大捷》       | 獲獎 |
| 2023 | 2023 KBS演技大獎               | 男子網路人氣獎            | 《婚禮大捷》       | 獲獎 |

## 外部連結
- 金錫佑的Instagram帳戶
- 金錫佑在NAVER上的资料
- 金錫佑在Daum上的资料
- 金錫佑在HanCinema的頁面（英文）